# Okrajno sodišče v Ljutomeru
Okrajno sodišče v Ljutomeru je okrajno sodišče Republike Slovenije s sedežem v Ljutomeru, ki spada pod Okrožno sodišče v Murski Soboti Višjega sodišča v Mariboru. Trenutni predsednik (2007) je Mitja Berce.